# Horst Felbermayr senior

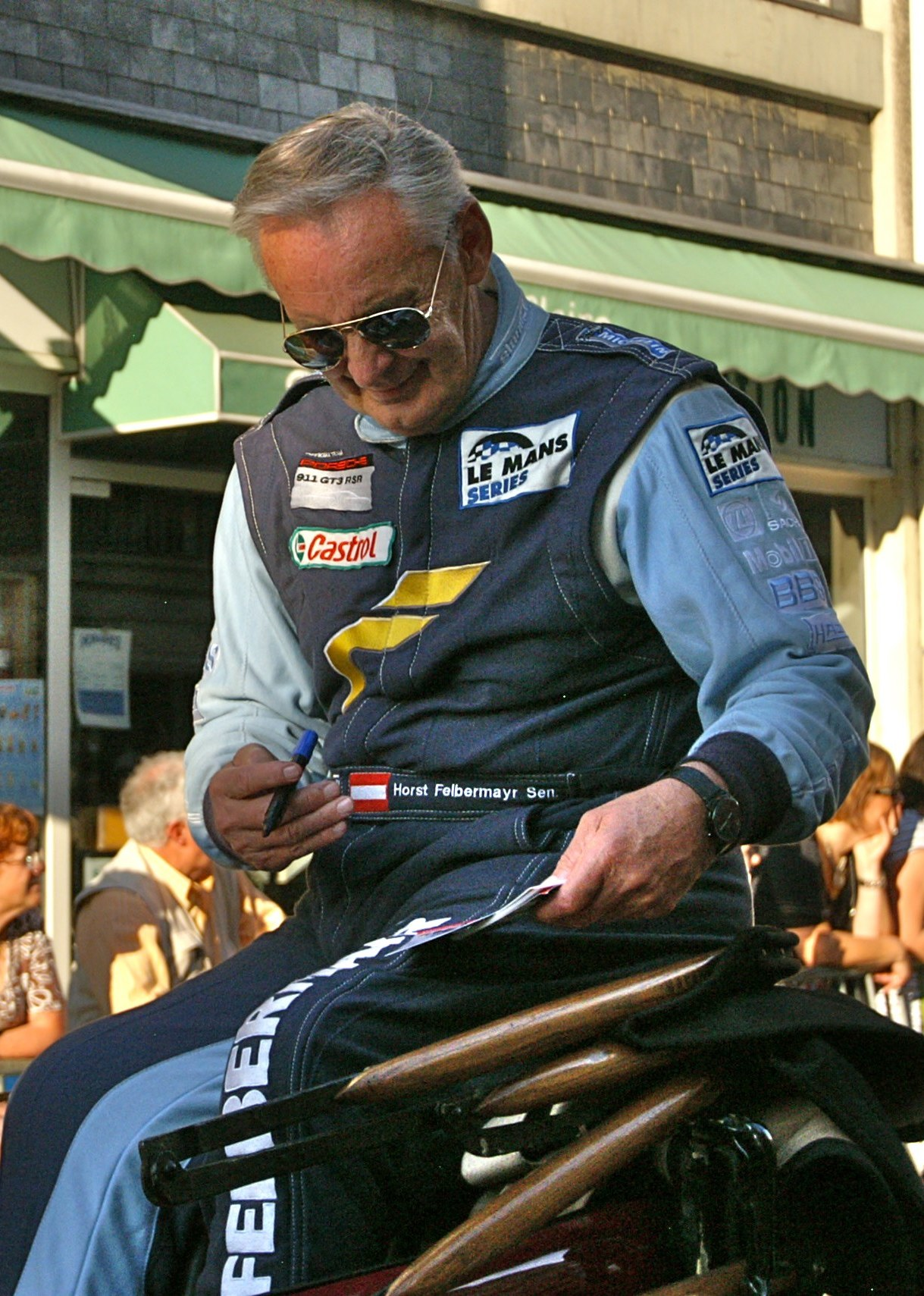
Horst Felbermayr senior bei der Fahrerparade vor dem 24-Stunden-Rennen von Le Mans 2010

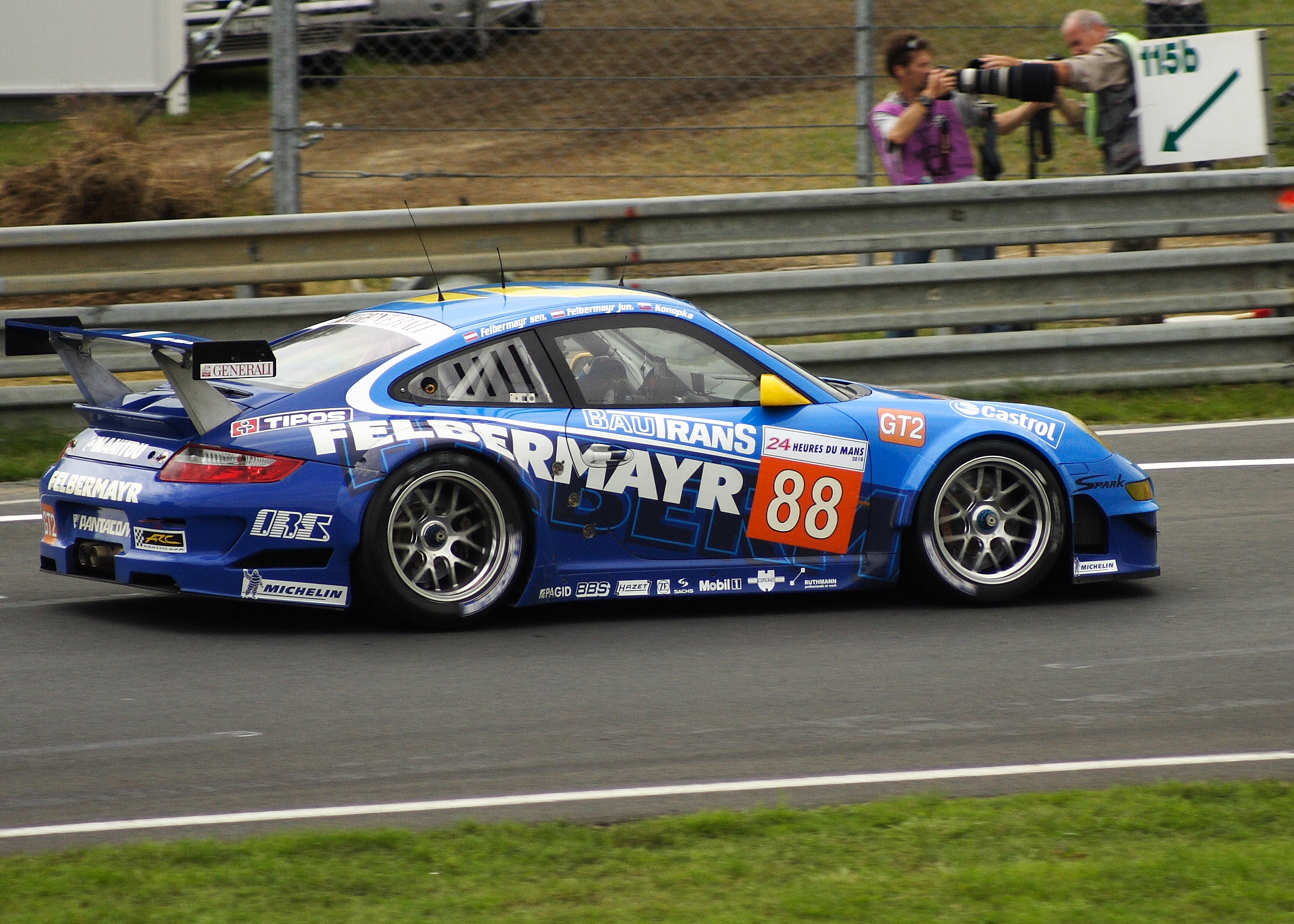
Der Felbermayr-Proton-Porsche 997 GT3 RSR von Horst Felbermayr, Horst Felbermayr junior und Miroslav Konôpka beim 24-Stunden-Rennen von Le Mans 2010

Horst Felbermayr senior (* 19. Februar 1945 in Ried im Innkreis; † 13. März 2020 in Wels) war ein österreichischer Unternehmer und Autorennfahrer.

## Unternehmer
Horst Felbermayr machte in den frühen 1960er-Jahren eine Ausbildung zum Kfz-Mechaniker und übernahm 1967 in Wels die von seinem Vater Franz Felbermayr 1942 gegründete Frächterei. Gemeinsam mit seiner Frau Gisela formte Felbermayr aus dem kleinen Fuhrunternehmen über die Jahrzehnte einen international tätigen Schwergutlogistiker. Als er 2015 die Geschäftsführung des Unternehmens an seinen Sohn übergab und gemeinsam mit seiner Frau in den Aufsichtsrat wechselte, machte die Felbermayr Holding GmbH mit 2700 Mitarbeitern an 67 Standorten in 19 Ländern einen Umsatz von 502 Millionen Euro und verfügte über einen eigenen Hafen mit Schwimmkran auf der Donau in Linz, einen Bauzug und zahlreiche Schwertransporter.
2004 erhielt Felbermayr für seine unternehmerischen Leistungen das Große Silberne Ehrenzeichen für Verdienste um die Republik Österreich sowie den Berufstitel Kommerzialrat. Er starb im März 2020 nach langer Krankheit.

## Karriere als Rennfahrer
Horst Felbermayr war ein passionierter Herrenfahrer, der nach ersten Einsätzen in den 1970er-Jahren, ab 1996 zum regelmäßigen Starter bei GT- und Sportwagenrennen wurde. Er fuhr in der BPR Global GT Series, der FIA-GT-Meisterschaft und der European Le Mans Series. Gemeinsam mit seinem Sohn startete er für Proton Competition von Christian Ried. Aus einer Sponsortätigkeit entstand 2006 das Team Felbermayr-Proton. Im Alter von 60 Jahren und fünf Monaten gab er 2005 sein Debüt beim 24-Stunden-Rennen von Le Mans. Er war dabei jedoch nicht der älteste Le-Mans-Debütant. Diesen Rekord hält der US-Amerikaner Jack Gerber, der bei seinem ersten Le-Mans-Start 2013 68 Jahre und 110 Tage alt war. Sechsmal startete Felbermayr in Le Mans, mit der besten Platzierung 2005, als er 23. der Gesamtwertung wurde. In Le Mans endete 2011 auch die Fahrerkarriere nach einer Kollision des Porsche 911 RSR mit dem Chevrolet Corvette C6.R von Jan Magnussen. Magnussen hatte ausgangs der Porsche-Kurven die Kontrolle über den Chevrolet verloren. Der ausbrechende Wagen traf den Porsche von Felbermayr und schob ihn in die Begrenzungsmauer. Beide Fahrzeuge fielen mit Totalschaden aus. Während Magnussen unverletzt blieb, erlitt Felbermayr einen Becken- und Fingerbruch sowie eine Lungenquetschung. Der Beckenbruch verhinderte ein nachhaltiges Comeback. 2013 und 2014 fuhr er noch zwei Rennen der European Le Mans Series und beteiligte sich am 24-Stunden-Rennen auf dem Nürburgring. Dann zog er die Konsequenzen aus den Verletzungen und seinem Alter und gab den Rennsport endgültig auf.

## Statistik

### Le-Mans-Ergebnisse
| Jahr | Team                   | Fahrzeug            | Teamkollege             | Teamkollege      | Platzierung | Ausfallgrund |
| ---- | ---------------------- | ------------------- | ----------------------- | ---------------- | ----------- | ------------ |
| 2005 | Seikel Motorsport      | Porsche 911 GT3-RSR | David Shep              | Philip Collin    | Rang 23     |              |
| 2007 | Seikel Motorsport      | Porsche 911 GT3-RSR | Horst Felbermayr junior | Philip Collin    | Ausfall     | Elektrik     |
| 2008 | Team Felbermayr-Proton | Porsche 997 GT3-RSR | Wolf Henzler            | Alex Davison     | Rang 27     |              |
| 2009 | Team Felbermayr-Proton | Porsche 997 GT3-RSR | Horst Felbermayr junior | Michel Lecourt   | Ausfall     | Motorschaden |
| 2010 | Team Felbermayr-Proton | Porsche 997 GT3-RSR | Horst Felbermayr junior | Miroslav Konôpka | Rang 24     |              |
| 2011 | Proton Competition     | Porsche 911 RSR     | Horst Felbermayr junior | Christian Ried   | Ausfall     | Unfall       |

### Einzelergebnisse in der Sportwagen-Weltmeisterschaft
| Saison | Team                        | Rennwagen           | 1   | 2   | 3   | 4   | 5   | 6   | 7   | 8   | 9   |
| ------ | --------------------------- | ------------------- | --- | --- | --- | --- | --- | --- | --- | --- | --- |
| 1975   | Porsche Club Oberösterreich | Porsche Carrera RSR | DAY | MUG | DIJ | MON | SPA | PER | NÜR | ZEL | WAT |
| 1975   | Porsche Club Oberösterreich | Porsche Carrera RSR |     |     |     |     | 12  |     |     |     |     |